# Metello
Metello ist ein männlicher italienischer Vorname.

## Etymologie
Der Name stammt aus der italischen Sprache und bedeutet der Soldat. In klassischer und vorklassischer Zeit wurde er nur als Cognomen vergeben. Eine weitere Zuordnung lässt sich auf aufgrund des Alters nicht geben.

## Varianten
- Metellus
- Metella

## Namensträger
- Metello Bichi (1541–1619), italienischer Geistlicher, Erzbischof von Siena